# فرد کانلی
فرد کانلی (انگلیسی: Fred Connelly؛ ۳ ژانویه ۱۸۸۲ – 1950 (aged 68)) بازیکن فوتبال اهل بریتانیا بود.
از باشگاه‌هایی که در آن بازی کرده‌است می‌توان به باشگاه فوتبال بریستول سیتی و باشگاه فوتبال برنتفورد اشاره کرد.